# Jadran (jadrnica)

Jadran je šolska jadrnica nekdanje Jugoslovanske kraljeve vojne mornarice in Jugoslovanske vojne mornarice, sedaj v lasti Črnogorske vojne mornarice.

## Opis plovila
Jadran je trijambornica tipa barkentina, s pomožnim motornim pogonom. Zgrajen je bil iz Siemens-Martinovega jekla, ima tri palube, prvotno prekrite z lesom omorike iz Oregona, kasneje pa s tikovino. Glavni pogon predstavlja skupno 12 jader, skupne površine 933 m2. Glavni jambor je visok 31,1 m. Na vseh treh jamborjih se lahko razpnejo sošna jadra, jambor na krmi pa ima tudi bum, ki jih druga dva nimata. Na jamborju na premcu se lahko razpnejo tudi tri križna jadra, zgornje, košno in spodnje jadro, na glavnem jamborju in na krmnem jamborju pa druga jadra nad sošnimi. Ocenjuje se, da ima vse ladijsko vrvovje skupno dolžino 12000 metrov.
Z vsemi vrvmi, vitli, jadri in krmilom se še danes upravlja zgolj ročno, brez pomoči elektrike in hidravlike.

## Zgodovina
Jugoslovanska kraljeva vojna mornarica za osnovno mornariško usposabljanje svojih mornarjev in kadetov ni razpolagala s primerno šolsko jadrnico, kakršne ni imela poprej niti Avstro-ogrska vojna mornarica, ampak si je za te namene sposojala malo jadrnico Vila Velebita, last pomorske šole iz Bakra. Ker za nakup primernega plovila nikoli ni bilo dovolj namenskih proračunskih sredstev, je k zbiranju denarja leta 1926 pristopila pomorska zadruga »Jadranska straža« iz Splita, večina sredstev pa je prišla iz državnega proračuna, najetih kreditov in povračila vojne škode.  Prav financiranje iz povračila vojne škode je bil glavni razlog za naročilo jadrnice v Nemčiji.

### Gradnja
Ker je imela mornarica dobre izkušnje z ladjedelnico H. C. Stülcken & Sohn iz Hamburga (ta ji je leta 1928 zgradila štiri male vlačilce R 13–R 16), ji je zaupala tudi gradnjo šolske jadrnice, katere načrte je po predlogah izdelal ladijski inženir Josip Škarica z Reke. 
Ker je po svetovni gospodarski krizi zaradi enormne inflacije vrednost nemške reichmarke naglo padala, po določilih Hooverjevega moratorija Nemčija ni bila več obvezana k celotnem odplačilu vojne škode. Galeb bi bil dokončan že leta 1932, vendar je zaradi dolgotrajnih pogajanj o financiranju med obema vladama prišlo do zastoja pri gradnji. 
Šele 27. junija 1933 je bil Galeb pripravljen za prvo plovbo z jugoslovansko posadko v domovino. Potovanje je trajalo 20 dni (17 dni plovbe) in 16. julija 1933 je Jadran pristal v Kotorju. 
19. avgusta 1933 je bil za njegovega prvega poveljnika imenovan kapitan fregate Nikola Krizomali, svečana primopredaja pa je bila 6. septembra 1933 v Splitu. Po primopredaji je bil Jadran pridružen pomorski vojaški akademiji v Gružu, sledila so prva šolska križarjenja ob jadranski obali od Sušaka do Ulcinja.

### Potovanja
Pred drugo svetovno vojno je Jadran s kadeti opravil sedem šolskih potovanj po Atlantiku, Sredozemlju in Črnem morju. Najdaljše je bilo potovanje Dubrovnik–New York–Boston–Dubrovnik leta 1938, dolgo 11.262 navtičnih milj.

### Druga svetovna vojna
Med napadom držav osi na Jugoslavijo leta 1941 je italijanska Regia Marina zajela večino plovil Jugoslovanske kraljeve vojne mornarice, tudi Jadran, ki ga je preimenovala v »Marco Polo«. Po kapitulaciji Kraljevine Italije leta 1943 je jadrnico zajela nemška Kriegsmarine, tako da je konec druge svetovne vojne dočakal demoliran in izropan v Benetkah, kjer je služil kot pontonski most čez enega od kanalov.

### Povojno obdobje
Decembra 1946 so Jadran, ki je bil brez jadrovja, glavnega motorja, naprav in instrumentov ter opreme, privlekli v Šibenik. V remontnem zavodu »Sava Kovačević« v Tivtu so do leta 1949 opravljali generalni remont, pri katerem so sodelovali tudi strokovnjaki splitske ladjedelnice in tehnične službe Jugoslovanske vojne mornarice.
Julija 1949 so ga po testni plovbi poslali v Divuje pri Splitu, kjer je bil od leta 1947 sedež pomorske akademije Jugoslovanske vojne mornarice, zatem pa je bil na privezu na Lori v Splitu.
Med razpadom Jugoslavije je bil Galeb na remontu v Tivtu in je nato postal last državne skupnosti Srbije in Črne gore, od 3. junija 2006 pa ga kot šolsko jadrnico uporablja Črnogorska vojna mornarica. 
Hrvaška že vrsto let neuspešno vodi pogajanja s Črno goro, o vrnitvi Jadrana v matično pristanišče Split, lastništvo Jadrana pa še naprej ostaja predmet meddržavnega spora.
Enkrat letno, v času trajanja turistične sezone, v Tivtu črnogorska posadka organizira »dan odprtih vrat«, ko je obiskovalcem dovoljen vstop na to zgodovinsko jadrnico.

## Pogonski agregati in prenove
Prvotno je Jadran imel dizelski motor 6V Linke-Hoffmann-Busch, 380 KS 279 kW, ki je omogočal največjo hitrost 10,4 vozlov in doseg 3.000 nmi pri 9 vozlih oz. 4.600 nmi pri 6 vozlih.
Remont 1946/1949

Po vrnitvi plovila v Jugoslavijo koncem leta 1946 in med generalno prenovo do leta 1949 je bil namesto izginulega motorja Linke-Hoffmann-Busch vgrajen dizelski motor znamke FIAT, moči  480 KS 353 kW. Takrat je bila zamenjana tudi osovina z ladijskim vijakom in vgrajene druge pomožne naprave in stroji, vključno z vso instalacijo.
Remont 1968/1969
Med naslednim generalnim remontom v letih 1968/1969 je bil iztrošeni motor Fiat zamenjan z novim dizelskim Burmeister Alpha, moči 480 KS 353 kW, ki ga je izdelala tovarna Litostroj. Največja hitrost z novim motorjem je znašala 10,4 vozlov, največji doseg pa 4.730 nmi pri 7 vozlih hitrosti.
Vgrajeni so bili tudi novi generatorji za električno napajanje Torpedo in Rade Končar, kot tudi dodatni kotel s sistemom ogrevanja ladje in vode. Po vkrcanju 26,95 ton dizelskega goriva in 48 litrov pitne vode je posadka lahko opravila 15 dni avtonomne plovbe.
Remont 2013/2014
Med zadnjim remontom v črnogorski ladjedelnici v Bijeli je Teknoxgroup opravljal generalni remont in rekonstrukcijo, pa tudi vgradnjo novega dizelskega motorja Caterpillar C18 z reduktorjem, moči 600 KS 448 kW, nove osovine z ladijskim vijakom in treh novih generatorjev Caterpillar (dva C6.6 in enega C4.4). Vgrajena je bila tudi nova navigacijska oprema in elektronska karta, žirokompas ter druga elektronska in komunikacijska oprema, tudi vsi jamborji so bili zamenjani. Zamenjan je bil ladijski balast, prenovljena je bila strojnica, inštalacije, urejeni novi prostori za mornarje in kuhinja, vgrajena nova paluba in nanjo položena oplata iz tikovine. Sestavni del remonta, katerega vrednost je bila ocenjena na okoli 1,7 milijona evrov, niso bila jadra, ker naj bi imelo plovilo v rezervi še tri kvalitetne komplete.